# Екологічний расизм

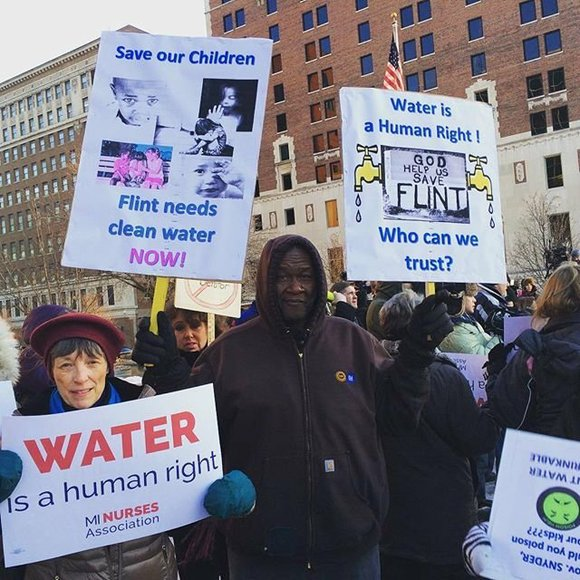
Люди протестують проти водної кризи у Флінті, штат Мічіган, яка непропорційно впливає на кольорових людей і малозабезпечені громади

Екологічний расизм або екологічний апартеїд є формою інституційного расизму, що призводить до диспропорційного розміщення сміттєзвалищ, сміттєспалювальних заводів і утилізації небезпечних відходів у кольорових спільнотах. У міжнародному масштабі також пов'язаний з перевидобутком корисних копалин, нафти та промисловим сільським господарством, що непропорційно припадають на бідніші країни, переважно населені кольоровими людьми. Глобальна торгівля відходами так само несе негативний вплив на бідніші країни та їхнє корінне населення.
Рух за екологічну і кліматичну справедливість спрямовані на боротьбу з екологічним расизмом, привертаючи увагу та впроваджуючи зміни, щоб маргіналізоване населення не було непропорційно вразливим до зміни клімату та забруднення середовища.

## Історія

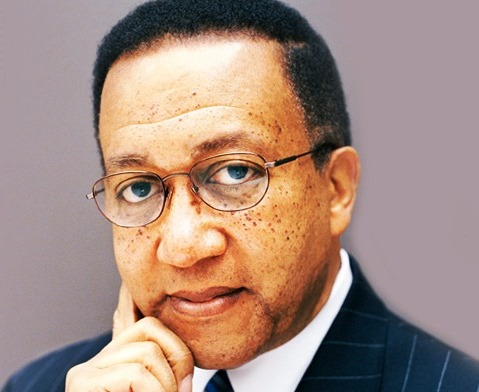
Бенджамін Ф. Чавіс-молодший ввів термін «екологічний расизм»

Термін «екологічний расизм» був введений у 1982 році Бенджаміном Чавісом, колишнім виконавчим директором Комісії з питань расової справедливості Об'єднаної церкви Христа (UCC) у США. У своїй промові, виступаючи проти розміщення небезпечних відходів поліхлорованого біфенілу (ПХБ) на полігоні в окрузі Воррен, Північна Кароліна, Чавіс дав терміну наступне визначення:
[це] расова дискримінація в розробці екологічної політики, дотримання нормативних актів і законів, навмисне націлювання на кольорові громади для об'єктів з утилізації токсичних відходів, офіційне санкціонування небезпечної для життя присутності отрут і забруднюючих речовин у наших громадах, а також історія виключення людей з колір від лідерства екологічних рухів.
Визнання екологічного расизму стало каталізатором руху за екологічну справедливість, який почався в 1970-х і 1980-х роках під впливом попереднього руху за громадянські права.
Після подій у Воррені UCC та Головне бухгалтерське управління США оприлюднили звіти, що демонстрували, як скуплення небезпечних відходів непропорційно розташовані в бідних районах, заселених меншинами. Чавіс та доктор Роберт Д. Буллард (Robert D. Bullard) вказали на інституціоналізований расизм, що походить від урядової та корпоративної політики, яка призвела до екологічного расизму. Ці расистські практики включали сегрегацію фінансових послуг, зонування та планування без адаптації до кольорових меншин. Мешканці стикалися з екологічним расизмом через свій низький соціально-економічний статус, відсутність політичного представництва та мобільності. Розширюючи визначення в «Спадщині американського апартеїду та екологічного расизму», доктор Буллард сказав, що екологічний расизм:
належить до будь-якої політики, практики чи директиви, яка по-різному впливає або ставить у невигідне становище (навмисно чи ненавмисно) окремих осіб, групи чи спільноти на основі раси чи кольору шкіри.
Хоча цей термін був введений у США, екологічний расизм також має місце на міжнародному рівні. Дослідження показали, що після того, як закони про охорону навколишнього середовища стали помітними в розвинених країнах, компанії перемістили свої відходи на Глобальний Південь. Менш розвинені країни часто мають менше екологічних норм і стають гаванями забруднення.

## Причини

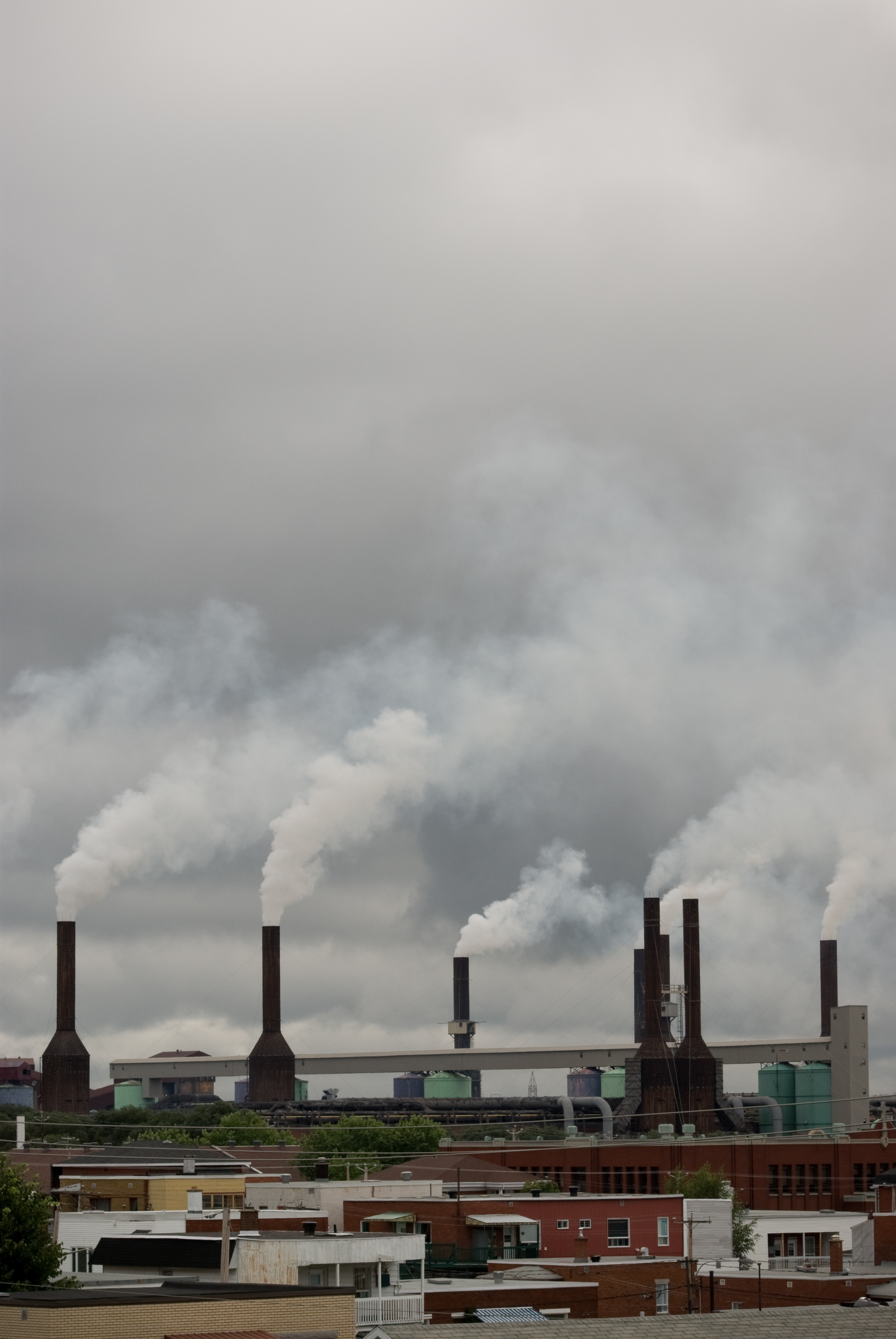
Великі об'єми заводських викидів поблизу житлової забудови

Є чотири фактори, які призводять до екологічного расизму: відсутність доступної землі, відсутність політичної влади, відсутність мобільності та бідність. Дешеву землю шукають корпорації та державні органи. У результаті громади, які не можуть ефективно протистояти цим корпораціям і урядовим органам, не можуть домовитися про справедливі витрати та відстояти свої права. Громади з мінімізованою соціально-економічною мобільністю не мають змоги переселятися. Чавіс визначив екологічний расизм у п'ятьох категоріях: расова дискримінація у визначенні екологічної політики, дискримінаційне застосування правил і законів, навмисне визначення спільнот меншин як місць звалищ небезпечних відходів, офіційне санкціонування небезпечних забруднювачів у громадах меншин та виключення кольорових людей з екологічних лідерських позицій.
Сміттєзвалища та іншого роду скупчення відходів відомі як «локально небажане землекористування» (locally unwanted land use, LULU) приносять користь усій громаді, однак погіршують якість життя на місцевому рівні. Оскільки звалища приносять певні економічні зиски, частина місцевого населення будуть не бажати протидіяти його розміщенню на своїх землях, не дивлячись на ризики для свого здоров'я. Крім того, подібні суперечливі об'єкти з меншою ймовірністю будуть розміщені в районах, де не проживають меншини, які, як очікується, будуть кооперуватися та протистояти їхньому розміщенню на своїй землі.
У містах Глобальної Півночі субурбанізація та джентрифікація призводять до патернів екологічного расизму. Наприклад, втеча білих із промислових зон у безпечніші, чистіші приміські райони залишає громади меншин у нетрях і в безпосередній близькості від забруднених промислових зон. У цих районах панує високий рівень безробіття, і підприємства з меншою ймовірністю інвестуватимуть у розвиток таких районів, створюючи погані економічні умови для мешканців і зміцнюючи соціальну та расову нерівність. Щобільше, бідність мешканців громади може враховуватися забудовниками звалищ, оскільки райони з низькою вартістю нерухомості заощадять забудовникам кошти.

## Вплив на здоров'я

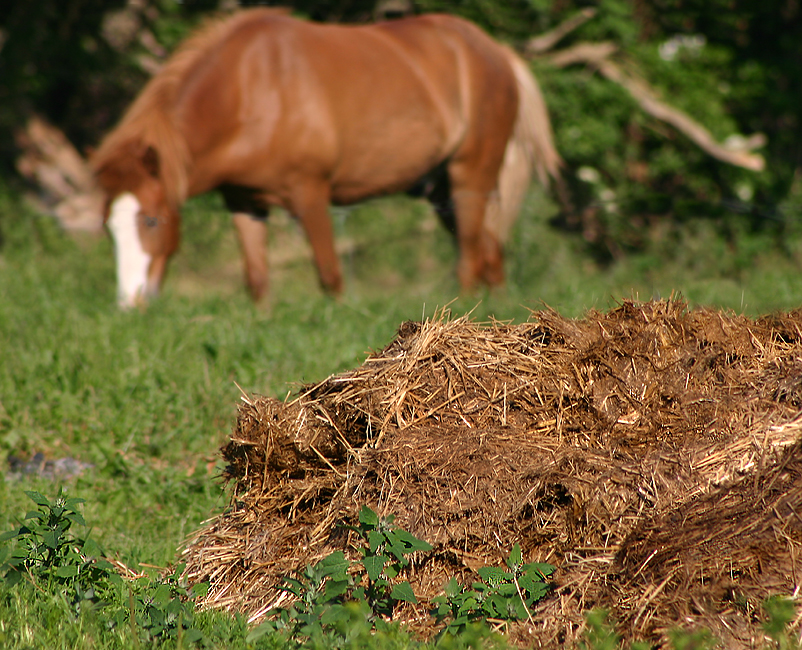
Неконтрольовані викиди сірководню можуть бути причинами спалахів захворювань серед людей у сусідніх з фермами районах

Екологічний расизм та пов'язане з ним погіршення стану довкілля, впливає на здоров'я уразливих спільнот. Наприклад, забруднені води та ґрунт можуть послабити або сповільнити розвиток мозку.
Організація «В захист тварин» (штат Каліфорнія) стверджує, що інтенсивне тваринництво негативно впливає на здоров'я прилеглих громад. За їхніми словами, нагромадження гною виробляють сірководень і забруднюють місцеві запаси води, що призводить до збільшення кількості викиднів, вад розвитку і спалахів захворювань. Ці ферми непропорційно розташовані в районах з низьким рівнем доходу та кольорових громадах. Інші ризики включають вплив пестицидів, стоки хімічних відходів та забруднення повітря.

## Зниження екологічного расизму
Відповідно до Конференції ООН з навколишнього середовища та розвитку, одним із можливих рішень є принцип обережності, згідно з яким, «коли існує загроза серйозної чи незворотної шкоди, відсутність повної наукової визначеності не повинна слугувати причиною для відкладення економічно ефективних заходів для запобігання деградації стану довкілля». Відповідно цьому принципу, ініціатор потенційно небезпечної діяльності зобов'язаний продемонструвати безпечність своїх дій. Активісти «екологічної справедливості» також наголошують на необхідності скорочення відходів загалом, що сприятиме зменшенню викидів метану, що, своєю чергою, гальмуватиме зміну клімату.

### Дослідження
Звіт Friends of the Earth International Environmental Nakba привертає увагу до екологічного расизму, що мав місце в секторі Газа під час ізраїльсько-палестинського конфлікту. Деякі ізраїльські методи полягали у триденному блокуванні водопостачання для палестинських біженців та знищенні ферм.
Окрім документації фактів, деякі дослідження спрямовані на пошуки методів запобігання екологічному расизму. У дослідженні Даума, Столера та Гранта щодо управління електронними відходами в Аккрі, Гана, підкреслюється важливість взаємодії з переробними підприємствами й торговцями брухтом, у контраст з такими стратегіями, як заборона спалювання та схем зворотнього викупу, що не мали ефективності.
Вчені з питань екологічної справедливості стверджують, що визнання екологічного расизму як елементу, що випливає з міцно вкоріненої спадщини расового капіталізму, має вирішальне значення для руху, оскільки пріорітет білих продовжує формувати людські стосунки з довкіллям та трудовою сферою.

### Процесуальна справедливість
Процедурна справедливість диктує чесне, прозоре й неупереджене прийняття дипломатичних рішень, таких як розподіл ресурсів або врегулювання розбіжностей, з рівними можливостями для всіх сторін висловити свої позиції, думки та проблеми. Замість того, щоб просто зосереджуватися на результатах угод і впливі цих результатів на постраждале населення та групи інтересів, процесуальна справедливість прагне залучити зацікавлені сторони протягом усього процесу від планування до впровадження. З точки зору боротьби з екологічним расизмом, процедурна справедливість допомагає зменшити можливості впливових гравців, таких як часто корумповані держави або приватні організації, диктувати весь процес прийняття рішень і повертає частину влади в руки тих, кого безпосередньо торкнеться рішення, що приймаються.

### Активізм
Активізм приймає різні форми. Однією з форм є колективні демонстрації або протести, які можуть відбуватися на різних рівнях від місцевого до міжнародного. У багатьох випадках активісти та організації створюють партнерства як на регіональному, так і на міжнародному рівнях, щоб отримати більший вплив у досягненні своїх цілей.
Наприклад, у Канаді було створено багато рухів опору проти екологічного расизму, зокрема ініційованих корінними жінками. Однією з них була Ініціатива Сестер по Духу (Sisters in Spirit) Асоціації корінних жінок Канади (NWAC). Ця ініціатива спрямована на створення звітів про смерть і зникнення жінок корінного населення з метою підвищення обізнаності та спонукання уряду та суспільства до дій. Попри те, що канадський федеральний уряд вирішив припинити фінансування ініціативи Сестер по Духу у 2010 році, NWAC продовжує підтримку руху.

### Екологічні репарації
Деякі вчені та економісти розглядають перспективи екологічних репарацій особам, які певним чином постраждали від присутності промисловості. Потенційні групи включають людей, які живуть поблизу об'єктів промисловості, жертв стихійних лих і кліматичних біженців, що втікають із небезпечних умов життя у власній країні. Відшкодування може приймати різні форми, від прямих виплат окремим особам до грошей, виділених на очищення сміттєзвалищ, закупівлі датчиків якості повітря для малозабезпечених житлових районів, інвестування в громадський транспорт, який зменшував би викиди парникових газів.

### Політика та міжнародні угоди
Експорт небезпечних відходів до країн третього світу викликає ще одне занепокоєння. Глобалізація та збільшення транснаціональних угод створюють можливості для випадків екологічного расизму. У період з 1989 по 1994 рік приблизно 2611 метричних тонн небезпечних відходів було експортовано з країн Організації економічного співробітництва та розвитку (ОЕСР) до країн, що до неї не входять.
Організація африканської єдності (ОАЄ) була стурбована тим, що Базельська конвенція, прийнята в березні 1989 року, не містила повної заборони на транскордонне перевезення небезпечних відходів. У відповідь на їхнє занепокоєння, 30 січня 1991 року Панафриканська конференція з навколишнього середовища та сталого розвитку прийняла Бамакську конвенцію, яка забороняє імпорт усіх небезпечних відходів до Африки та обмежує їхнє переміщення в межах континенту. У вересні 1995 року країни G-77 допомогли внести поправки до Базельської конвенції, щоб заборонити експорт усіх небезпечних відходів із промислово розвинених країн (переважно країн ОЕСР та Ліхтенштейну) до інших держав. У 1988 році ОАЄ підписала резолюцію, яка оголосила захоронення токсичних відходів «злочином проти Африки та африканського народу». Незабаром після цього Економічне співтовариство західноафриканських держав (ECOWAS) прийняло резолюцію, яка передбачала покарання, зокрема довічне ув'язнення, для тих, хто був спійманий на скиданні токсичних відходів.
Рухи за екологічну справедливість стають важливою частиною всесвітніх самітів. Це питання привертає увагу та стосується широкого кола людей та рівнів суспільства. Занепокоєння з приводу глобалізації може об'єднати широкий спектр зацікавлених сторін, включаючи робітників, науковців і громадських лідерів, для яких зростання промисловості є спільним знаменником.

## Приклади по регіонах

### Африка

#### Нігерія

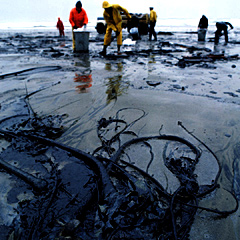
Нафтова пляма

З 1956 по 2006 рік у дельту Нігеру було вилито до 1,5 мільйона тонн нафти (у 50 разів більше, ніж під час катастрофи Ексон Вальдез). Внаслідок катастрофи, корінні жителі регіону втратили засоби до існування й у цілому не отримали жодних переваг в обмін на величезні доходи від нафти, видобутої з їхніх земель. Екологічні конфлікти тільки загострили поточний конфлікт у дельті Нігеру.
Народ огоні, який є корінним населенням багатого на нафту регіону дельти, протестував проти катастрофічних екологічних та економічних наслідків буріння Shell Oil і засудив порушення прав людини урядом Нігерії та компанією Shell. Популярність їхнього руху різко посилилася після страти в 1995 році дев'яти активістів огоні, включаючи Кена Саро-Віву, який був засновником ненасильницького Руху за виживання народу Огоні (MOSOP).

#### Південна Африка
Зв'язки між гірничодобувною промисловістю та негативним впливом, який вона має на здоров'я громади та окремої людини, були вивчені та добре задокументовані низкою організацій у всьому світі. Наслідки для здоров'я життя поблизу гірничих робіт включають такі наслідки, як ускладнення вагітності, проблеми з психічним здоров'ям, різні форми раку та багато іншого. У період апартеїду в Південній Африці гірничодобувна промисловість розвивалася досить швидко через відсутність екологічного регулювання. Громади, в яких працюють гірничодобувні корпорації, як правило, мають високий рівень бідності та безробіття. Крім того, у цих громадах зазвичай існує розбіжність серед громадян щодо питання про те, чи переваги видобутку корисних копалин з точки зору економічних можливостей переважають мінуси з погляду на здоров'я людей у громаді. Гірничодобувні компанії часто намагаються використати ці розбіжності на свою користь, посилюючи цей конфлікт. Крім того, гірничодобувні компанії в Південній Африці мають тісні зв'язки з національним урядом, що спотворює баланс сил на їхню користь і водночас виключає місцеве населення з багатьох процесів прийняття рішень. Ця спадщина відчуження мала тривалі наслідки у формі бідних південноафриканців, які несуть основний тягар екологічного впливу в результаті дій, наприклад, гірничодобувних компаній. Дехто стверджує, що для ефективної боротьби з екологічним расизмом і досягнення певної схожості справедливості необхідно також враховувати фактори, які формують ситуації екологічного расизму, такі як вкорінені та інституціоналізовані механізми влади, соціальні відносини та культурні елементи.
Термін «енергетична бідність» використовується для позначення «відсутності доступу до адекватних, надійних, доступних і чистих носіїв енергії та технологій для задоволення потреб в енергетичних послугах для приготування їжі та тих видів діяльності, які завдяки електроенергії сприяють економічному та людському розвитку». Численні громади в Південній Африці стикаються з деяким видом енергетичної бідності. Південноафриканські жінки, як правило, відповідають за турботу як про дім, так і про громаду в цілому. Ті, хто живе в економічно бідних районах, мають не лише взяти на себе цю відповідальність, але й постати перед ними багато інших проблем. Дискримінація за ознакою статі, раси та класу все ще присутня в південноафриканській культурі. Через це жінки, які є основними користувачами державних ресурсів у своїй роботі вдома та для громади, часто виключені з процесу прийняття будь-яких рішень щодо контролю та доступу до державних ресурсів. Енергетична бідність, що виникає внаслідок цього, змушує жінок використовувати джерела енергії, які є дорогими та можуть бути шкідливими як для їхнього власного здоров'я, так і для навколишнього середовища. Тому в Південній Африці з'явилося кілька ініціатив щодо використання відновлюваної енергії, спрямованих саме на ці громади та жінок, щоб виправити цю ситуацію.

### Азія

#### Китай
З середини 1990-х і приблизно до 2001 року, за оцінками, приблизно від 50 до 80 відсотків електроніки, зібраної для переробки в західній половині Сполучених Штатів, експортувалося для демонтажу за кордон, переважно до Китаю та Південно-Східної Азії. Ця переробка металобрухту є досить прибутковою та кращою через велику кількість робочої сили, дешеву робочу силу та слабке екологічне законодавство.
Гуйюй, Китай, є одним із найбільших місць переробки електронних відходів, де купи викинутих комп'ютерних деталей височіють біля берегів річок, а такі сполуки, як кадмій, мідь, свинець, PBDE, забруднюють місцеве водопостачання. У пробах води, взятих Basel Action Network у 2001 році з річки Ляньцзян, вміст свинцю в 190 разів перевищував стандарти безпеки ВООЗ. Попри забруднену питну воду, жителі продовжують використовувати забруднену воду замість дорогої питної води, що доставляється вантажівками. Згідно з останніми повідомленнями, майже 80 відсотків дітей у центрі електронних відходів у Гуйюй, Китай, страждають від отруєння свинцем. До того, як Guiyu використовувався як місце призначення електронних відходів, більшість Guiyu складалася з дрібних фермерів, які заробляли на життя сільськогосподарським бізнесом. Однак сільське господарство було залишено заради більш прибуткової роботи на брухті електроніки. «Згідно з західною пресою та дослідниками китайського університету та неурядових організацій, умови в сільських селах цих робітників настільки погані, що навіть примітивна промисловість електронного брухту в Гуйюй забезпечує підвищення доходів».
Дослідники виявили, що у зв'язку зі збільшенням рівня небезпечного забруднення повітря в Китаї громадськість мобілізувалася для вжиття заходів для стримування згубного впливу. Райони з етнічними меншинами та західні регіони країни, як правило, несуть непропорційний екологічний тягар.

#### Індія

Бхопал, Індія

Union Carbide Corporation є материнською компанією Union Carbide India Limited, яка передає своє виробництво за межі країни. Компанія Union Carbide India Limited, розташована в Бхопалі, Індія, в основному виробляла хімічний метилізоціанат, який використовується для виробництва пестицидів. 3 грудня 1984 року стався витік метилізоціанату в результаті змішування токсичних хімікатів з водою на заводі в Бхопалі. Приблизно 520 000 людей зазнали впливу хімікатів одразу після витоку. Протягом перших 3 днів після витоку приблизно 8000 людей, які проживали в околицях заводу, померли від впливу метилізоціанату. Деякі люди пережили початковий витік із заводу, але через неналежний догляд і неправильні діагнози багато хто помер. Внаслідок неправильної діагностики лікування могло бути неефективним, і це стало причиною того, що компанія Union Carbide відмовилася оприлюднити всі подробиці щодо витоку газів і збрехала щодо певної важливої інформації. Затримка з наданням медичної допомоги постраждалим від витоку хімікату ще більше погіршила ситуацію для тих, хто вижив. Сьогодні багато хто все ще відчуває негативний вплив витоку метилізоціанату на здоров'я, наприклад, фіброз легенів, погіршення зору, туберкульоз, неврологічні розлади та сильні болі в тілі.
Робота та технічне обслуговування заводу в Бхопалі сприяли витоку небезпечної хімії. Зберігання величезних обсягів метилізоціанату в густонаселеній зоні суперечило політиці компанії, суворо практикованій на інших заводах. Компанія проігнорувала протести про те, що вони зберігають забагато небезпечних хімікатів для одного заводу, і побудувала великі резервуари, щоб зберігати його в багатолюдному населеному пункті. Метилізоціанат потрібно зберігати при надзвичайно низьких температурах, але компанія скоротила витрати на систему кондиціонування повітря, що призвело до менш ніж оптимальних умов для хімікату. Крім того, компанія Union Carbide India Limited ніколи не розробляла плани ліквідації наслідків стихійних лих для навколишнього середовища навколо фабрики на випадок витоку або розливу. Державні органи були в кишені компанії й тому не звертали уваги на практику компанії чи виконання закону. Компанія також скоротила персонал з профілактичного обслуговування, щоб заощадити гроші.

### Європа

#### Східна Європа
Етнічні роми, які живуть переважно в Центральній та Східній Європі з осередками громад в Америці та на Близькому Сході, зазнали екологічної ізоляції. Роми Східної Європи, яких часто називають циганами або циганською загрозою, здебільшого живуть за межею бідності в нетрях або нетрях. Зіштовхнувшись із такими проблемами, як тривалий вплив шкідливих токсинів, оскільки вони розташовані біля сміттєзвалищ і промислових заводів, а також відмова в екологічній допомозі, як-от чистій воді та санітарії, роми стикаються з расизмом через екологічні засоби. Багато країн, наприклад Румунія, Болгарія та Угорщина, намагалися реалізувати ініціативи з охорони навколишнього середовища у своїх поважних країнах, однак більшість із них зазнали невдачі через те, що "вирішення умов ромських громад розглядалося через етнічну призму як «проблеми ромів». Лише нещодавно з'явилася певна форма екологічної справедливості для ромського народу. Прагнучи екологічної справедливості в Європі, Програма екологічної справедливості зараз співпрацює з правозахисними організаціями, щоб допомогти боротися з екологічним расизмом.
Важливо зазначити, що у звіті «Дискримінація в ЄС у 2009 році», підготовленому Європейською комісією, «64% громадян, які мають друзів ромів, вважають, що дискримінація є широко поширеною, порівняно з 61 % громадян, які не мають друзів ромів».

#### Франція
Експорт токсичних відходів до країн Глобального Півдня є однією з форм екологічного расизму, який має місце на міжнародній основі. В одному ймовірному випадку французькому авіаносцю «Клемансо» було заборонено заходити на індійську суднорозбірну верф «Аланг» через відсутність чіткої документації про його токсичний вміст. Президент Франції Жак Ширак остаточно наказав повернути транспортний засіб, який містив тонни небезпечних матеріалів, включаючи азбест і ПХБ, до Франції.

#### Велика Британія
У Великій Британії екологічний расизм (або також кліматичний расизм) був закликаний кількома групами дій, такими як лист-заклик Wretched of the Earth у 2015 році та Black Lives Matter у 2016 році.

### Північна Америка

#### Канада

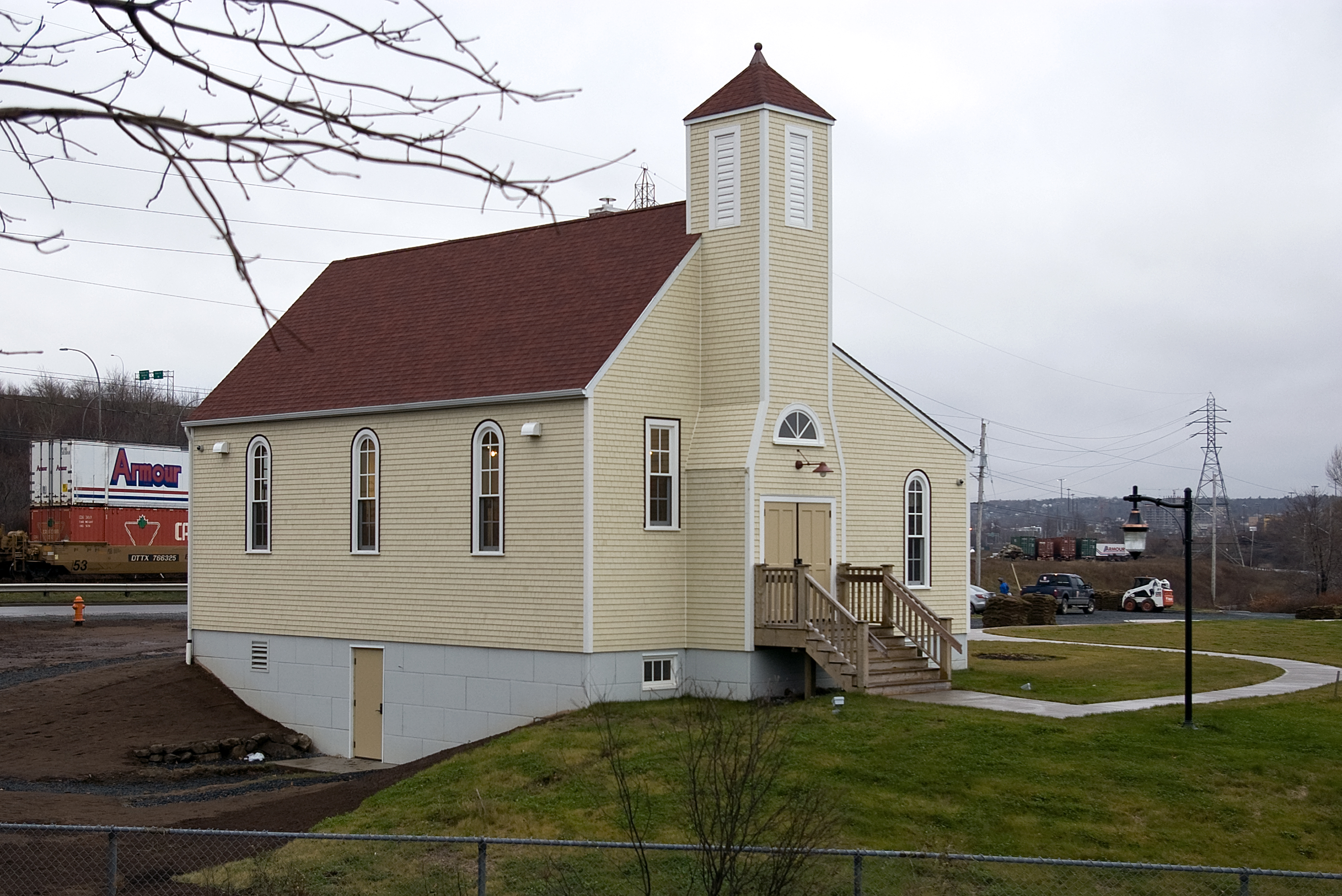
Реконструйована церква Афріквіль в Новій Шотландії

У Канаді досягнуто успіхів у боротьбі з екологічним расизмом (особливо в громаді Афріквіль у Новій Шотландії) завдяки ухваленню законодавчого органу Нової Шотландії законопроєкту 111 «Закон про боротьбу з екологічним расизмом». Тим не менш, корінні громади, такі як перша нація Аамджівнаанг, продовжують страждати від забруднення від канадської хімічної промисловості, зосередженої в південно-східному Онтаріо.
Сорок відсотків нафтохімічної промисловості Канади розміщено в радіусі 15 квадратних миль від Сарнії, Онтаріо. Населення переважно корінне, де в резервації Аамджівнаанг проживає близько 850 представників корінної нації. З 2002 року коаліції корінних жителів борються з непропорційною концентрацією забруднення в їхніх околицях.

##### Вплив на канадських корінних жінок

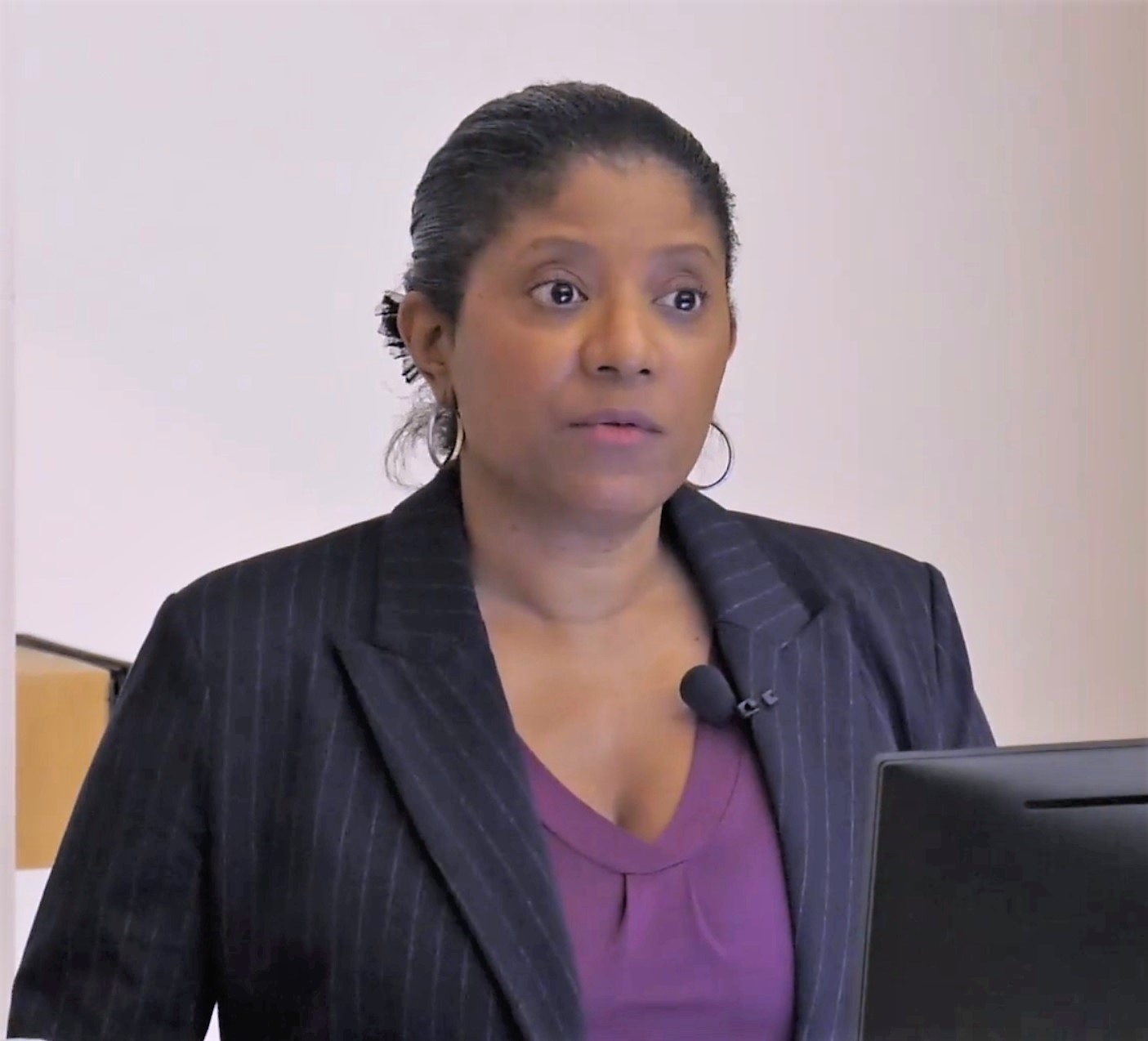
Канадська соціологиня Інгрід Волдрон читає лекції про екологічний расизм в Університеті Далхаузі у 2018 році

Екологічний расизм особливо впливає на жінок і особливо жінок корінного населення та кольорових жінок. Багато з цих громад проживають у сільській місцевості, багатій природними ресурсами, які є дуже привабливими для видобувної промисловості. Ці наслідки не тільки забруднюють навколишнє середовище, але й негативно впливають на фізичне та психічне здоров'я. Багато з цих видобувних галузей, таких як нафтогаз і гірничодобувна промисловість, спричинили забруднення джерел води, джерел їжі, а також впливають на якість повітря. Це почало впливати на організми людей, особливо жінок. Це пояснюється тим, що токсини та отрути видобувної промисловості впливають на репродуктивні органи жінок, можуть викликати рак, а також здоров'я їхніх дітей. Шкода від такої діяльності зберігається протягом поколінь у цих громадах, наприклад, у корінній громаді Грасі-Норроуз у Північному Онтаріо вони все ще мають справу з наслідками для здоров'я через високий рівень ртуті, який вплинув на питну воду та рибу в регіоні, що сталося внаслідок розлив у 1960-х роках.
Це не лише забруднення, яке впливає на жінок, але й соціальні зміни, які приносять видобувна промисловість. Наприклад, у невеликих громадах, які мають видобувну промисловість, рівень насильства в сім'ї значно вищий через те, що в громаду приїжджають неодружені чоловіки. Це загалом може створити токсичне домашнє життя, яке може призвести до зловживання психоактивними речовинами як механізму подолання, що також створює більше смертельних випадків і зловживання. Ці робочі табори також сприяли непропорційній кількості зниклих безвісти та вбитих корінних жінок по всій Північній Америці. Наслідки видобувних галузей також непропорційно впливають на трансгендерів, представників двох духів та інших членів ЛГБТ-спільноти. Проте більшість несприятливих проблем зі здоров'ям спіткає самих працівників видобувних галузей, викликаючи різноманітні суспільні порочні цикли.

#### Мексика
19 листопада 1984 року катастрофа в Сан-Хуаніко спричинила тисячі смертей і близько мільйона поранених у бідних районах. Катастрофа сталася на заводі з виробництва рідкого пропану PEMEX у густонаселеному районі Мехіко. Близьке розташування незаконно зведених будинків, які не відповідають нормам, посилило наслідки вибуху.
Кукапа — це група корінних жителів, які живуть поблизу кордону США та Мексики, в основному в Мексиці, але деякі також в Аризоні. Протягом багатьох поколінь рибальство на річці Колорадо було основним засобом існування Кукапа. У 1944 році Сполучені Штати та Мексика підписали угоду, яка фактично надала Сполученим Штатам права на близько 90 % води в річці Колорадо, залишивши Мексиці решту 10 %. За останні кілька десятиліть, річка Колорадо в основному висохла на південь від кордону, створюючи багато проблем для таких людей, як Кукапа. Шейліх Мельманн, автор етнографії «Де закінчується річка: суперечливе корінне населення мексиканської дельти Колорадо», дає звіт про ситуацію з перших вуст з точки зору Мельманна, а також багато розповідей самих Кукапа. Крім того, що мексиканська частина річки Колорадо залишилася з невеликою частиною загальної доступної води, Кукапа позбавляється права ловити рибу в річці, а уряд Мексики визнав цей акт незаконним в інтересах збереження екологічне здоров'я річки. Кукапа, таким чином, живе без доступу до достатніх природних джерел прісної води, а також без своїх звичайних засобів до існування. Висновок, зроблений у багатьох таких випадках, полягає в тому, що узгоджені права на воду згідно з американсько-мексиканським договором, які призводять до величезної різниці у розподілі води між двома країнами, зводяться до екологічного расизму.
Біля американсько-мексиканського кордону знайдено 1900 макіладора. Maquiladoras — це компанії, якими зазвичай володіють іноземні організації, які імпортують сировину, платять працівникам у Мексиці за їх складання та відправляють готову продукцію за кордон для продажу. Попри те, що Maquiladoras забезпечують роботу, вони часто платять дуже мало. Ці рослини також забруднюють сільські мексиканські міста, завдаючи шкоди здоров'ю бідних сімей, які живуть поблизу.
У Мексиці промисловий видобуток нафти, видобутку корисних копалин і газу, а також масове вилучення повільно відновлюваних ресурсів, таких як водні організми, ліси та сільськогосподарські культури. Юридично держава володіє природними ресурсами, але може надавати концесії промисловості через сплату податків. В останні десятиліття відбувся зсув у бік переорієнтації цих податкових доларів, накопичених на громади, які найбільше постраждали від впливу екстрактивізму на здоров'я, соціальні та економічні наслідки. Однак багато лідерів корінних і сільських громад стверджують, що вони повинні погоджуватися на те, щоб компанії видобували та забруднювали їхні ресурси, а не отримували відшкодування постфактум.

#### Сполучені Штати
Дослідження, проведене Управлінням звітності уряду США у відповідь на протести 1982 року проти сміттєзвалища ПХБ в окрузі Воррен, було одним із перших досліджень, що встановили взаємозв'язок між расовою та економічною приналежністю громад і розташуванням об'єктів з небезпечними відходами. Однак дослідження було обмеженим за обсягом, оскільки воно було зосереджено лише на звалищах небезпечних відходів на південному сході Сполучених Штатів.
Національне дослідження комісії Об'єднаної церкви Христа (CRJ) провело дві перевірки територій, що оточують об'єкти утилізації небезпечних промислових відходів, а також місця розташування неконтрольованих звалищ токсичних відходів. Перше дослідження вивчало зв'язок між расовою приналежністю, соціально-економічним статусом і розташуванням об'єктів переробки, зберігання та утилізації небезпечних відходів. Висновок першого дослідження — «відсоток населення, яке належало до тієї чи іншої расової або етнічної групи, був сильнішим показником рівня комерційної діяльності, пов'язаної з небезпечними відходами, ніж дохід домогосподарств, вартість будинків, кількість неконтрольованих звалищ або оціночна кількість небезпечних відходів, що утворюються промисловістю.». Друге дослідження вивчало присутність неконтрольованих захоронень токсичних відходів у громадах етнічних/расових меншин і виявило, що 3 з 5 афроамериканців та іспаномовних американців живуть у громадах з неконтрольованими сміттєзвалищами. Інші дослідження показали, що расова приналежність є найвпливовішою змінною для прогнозування розташування звалищ.

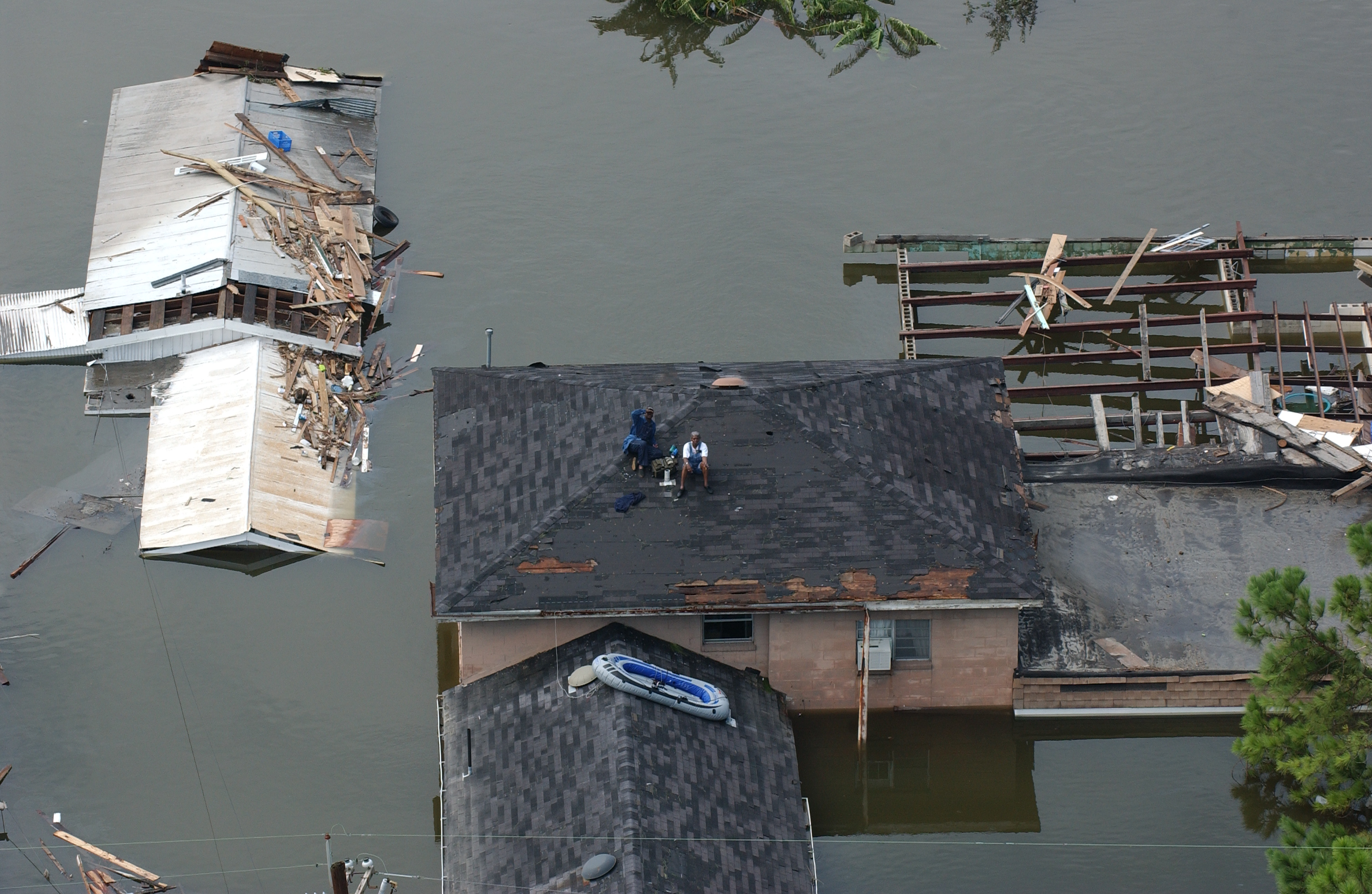
Люди на дахах своїх будинків рятуються від повені після урагану Катріна

Згідно виконавчого наказу президента Білла Клінтона 12898, 1994 року, агентствам було наказпно розробити стратегію управління екологічною справедливістю, але навіть на сьогодні не кожне федеральне агентство цей наказ виконало.
Шкідливі хімікати зі сміттєзвалищ зокрема впливають на працездатність на роботі та в школах. Комплексне дослідження викидів твердих частинок у США, опубліковане у 2018 році, показало, що темношкірі люди піддаються впливу на 54 % більших викидів твердих частинок (сажі), ніж середньостатистичний американець. У дослідженні, що вивчало вплив повістряних забруднень від транспорту, було показано, що в середньоатлантичних штатах та на північному-сході США афроамериканці зазнавали впливу 61 % твердих частинок, у той час як латиноамериканці були піддані впливу 75 %, а азійці — 73 %. Загалом ці групи населення зазнають на 66 % більшого впливу твердих частинок, ніж біле населення.

#### Корінні американські народи

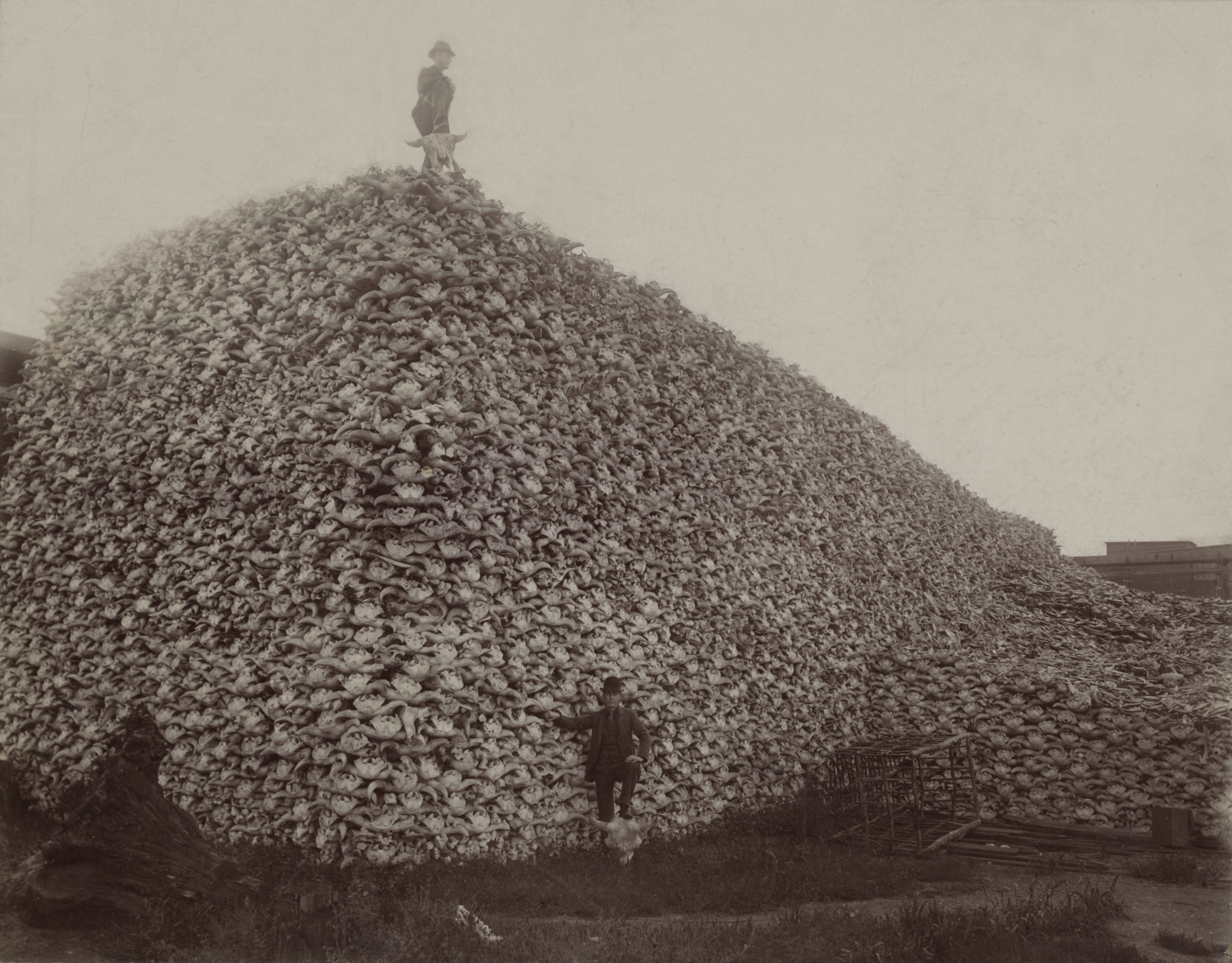
Фотографія 1892 року, на якій зображена купа черепів американських бізонів у Детройті, штат Мічиган, які чекають на подрібнення на добриво чи вугілля. Армія Сполучених Штатів заохочувала масове полювання на американських бізонів, щоб змусити корінних американців покинути їхні традиційні землі та перемістити їх у резервації далі на захід. Це вважається раннім прикладом екологічного расизму

Правовий статус корінних американців відрізняється від правового статусу інших маргіналізованих народів у Сполучених Штатах. Таким чином, дослідниця Колвілла Діна Гіліо-Вітакер пояснює, що «оскільки стосунки корінних народів із державою (тобто Сполученими Штатами) відрізняються від стосунків етнічних меншин, екологічна справедливість має перевищувати рівність і відповідати концепціям племінного права суверенітету, договірні права та відносини між урядами».
Джіліо-Вітакер також стверджує, що модель справедливості розподілу, на якій базується EJ, не є корисною для корінних громад, оскільки «основи для EJ у некорінних громадах, які покладаються на справедливість розподілу, побудовані на капіталістичних американських цінностях землі як товару — тобто приватної власності — на землі, відібрані у корінних народів». Навпаки, корінні народи мають дуже різні відносини із землею, окрім способів землі як товару.
Зміна клімату була зброєю проти корінних американських народів, оскільки такі батьки-засновники, як Томас Джефферсон і Бенджамін Франклін, вирубували ліси в Америці та вітали теплішу погоду, яка, на їхню думку, витіснила би корінні народи та збагатила б Сполучені Штати. Таким чином, «Сполучені Штати від свого народження відігравали ключову роль у спричиненні катастрофічних змін навколишнього середовища». Далі Вайт пояснює, що «антропогенна зміна клімату є посиленням екологічних змін, нав'язаних корінним народам колоніалізмом». Ліанна Бетасамосаке Сімпсон, дослідниця Анішінаабе, також стверджувала, що «ми повинні розглядати зміну клімату як частину набагато довшої серії екологічних катастроф, спричинених колоніалізмом і суспільством, заснованим на накопиченні».
Акт про виселення індіанців 1830 року та «Стежка сліз» також можна вважати ранніми прикладами екологічного расизму в Сполучених Штатах. У результаті першого до 1850 року всі племена на схід від Міссісіпі були переселені на західні землі, фактично обмеживши їх «землями, які були надто сухими, віддаленими або безплідними, щоб привернути увагу поселенців і корпорацій». Під час Другої світової війни військові об'єкти часто розташовувалися поряд із резерваціями, що призводило до ситуацій, коли «непропорційно велика кількість найнебезпечніших військових об'єктів розташована поблизу індіанських земель». Дослідження, яке проаналізувало приблизно 3100 округів у континентальній частині США, показало, що землі корінних американців позитивно пов'язані з кількістю місць із нерозірваними боєприпасами, які вважаються надзвичайно небезпечними.
Зовсім недавно землі корінних американців використовувалися США та транснаціональними корпораціями для утилізації та незаконного захоронення відходів. Міжнародний трибунал у справах корінних народів і пригноблених націй, скликаний у 1992 році для вивчення історії злочинної діяльності проти корінних груп у Сполучених Штатах, опублікував білль з описом скарг, які корінні народи мали до США. Це включало звинувачення в тому, що США «навмисно та систематично дозволяли, сприяли та підбурювали, вимагали та змовлялися здійснити скидання, транспортування та розміщення ядерних, токсичних, медичних та інших небезпечних відходів на територіях корінних американців у Північній Америці та таким чином створено явну та дійсну небезпеку для здоров'я, безпеки, фізичного та психічного благополуччя корінного американського народу».

### Океанія
Австралійська екологічна юстиція (AEJ) — це багатопрофільна організація, яка тісно співпрацює з Friends of the Earth Australia (FoEA). AEJ зосереджується на реєстрації та усуненні наслідків екологічної несправедливості по всій Австралії. AEJ розглядає питання, які включають «виробництво та поширення токсичних відходів, забруднення води, ґрунту та повітря, ерозію та екологічну шкоду ландшафтів, водних систем, рослин і тварин». Проєкт шукає екологічну несправедливість, яка непропорційно впливає на групу людей або впливає на них у спосіб, на який вони не погоджувалися.
Західний нафтопереробний завод почав працювати в Белв'ю, Західна Австралія, в 1954 році. Австралійський уряд дозволив працювати в Белв'ю з метою переробки дешевої та локалізованої нафти. У наступні десятиліття багато жителів Белв'ю стверджували, що відчували печіння в дихальних шляхах через вдихання токсичних хімікатів і нудотних парів. Лі Белл з Університету Кертіна та Маріанн Ллойд-Сміт з Національної токсичної мережі в Австралії заявили у своїй статті «Токсичні суперечки та зростання екологічної справедливості в Австралії», що «мешканці, які живуть поблизу місця, виявили хімічне забруднення ґрунтових вод. спливаючи на задніх дворах». Під величезним цивільним тиском Західний нафтопереробний завод (нині Омекс) припинив перероблювання нафти в 1979 році. Багато років потому громадяни Бельв'ю сформували Групу дій Бельв'ю (BAG) і закликали уряд надати допомогу у відновленні цього місця. Уряд погодився, і 6,9 мільйона доларів було виділено на очищення території. Ремонт території розпочався у квітні 2000 року.

#### Мікронезія

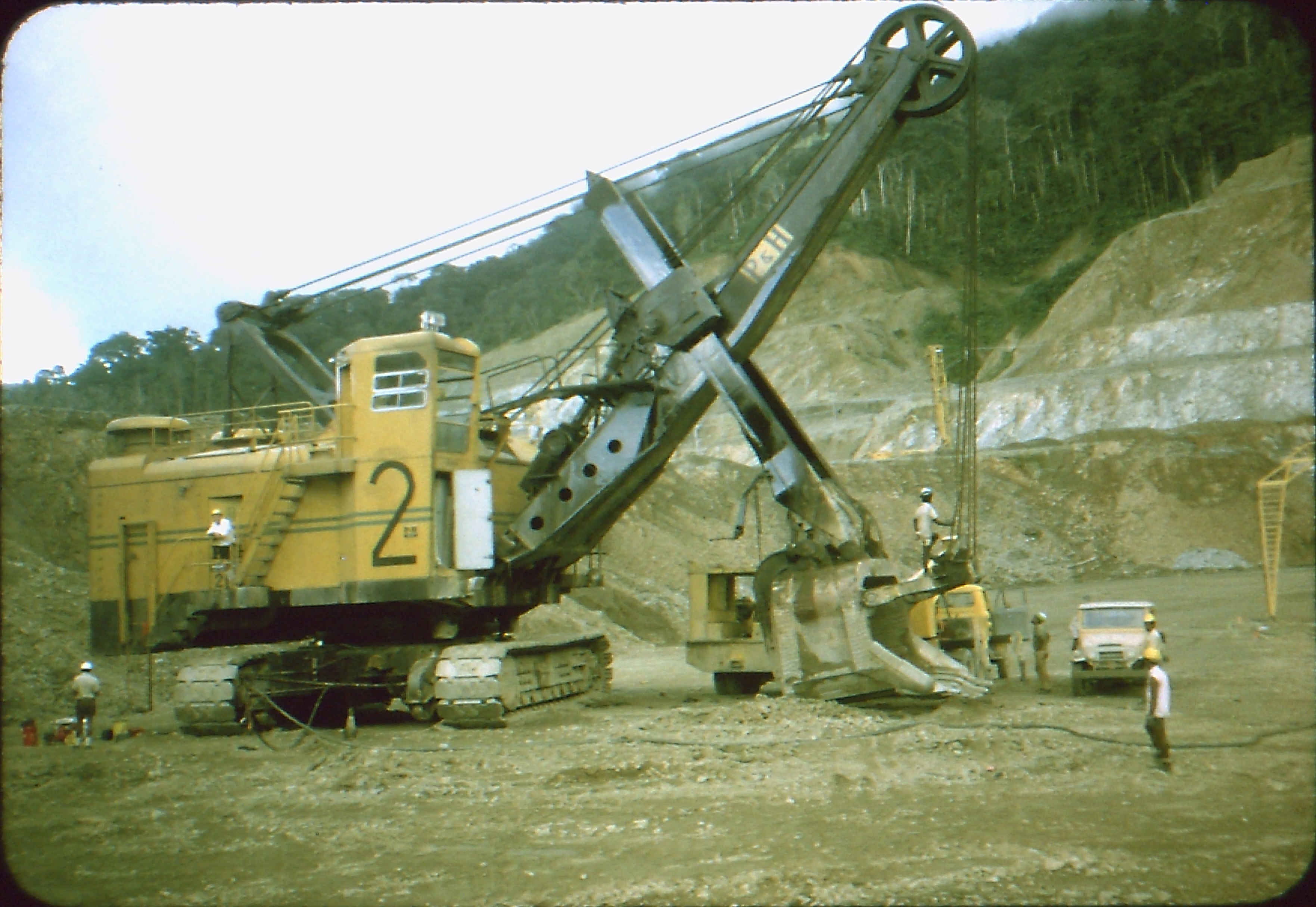
Будівництво мідного рудника Пангуна, 1971 рік

Розпочавши виробництво в 1972 році, шахта Пангуна в Папуа-Новій Гвінеї була джерелом екологічного расизму. Попри те, що шахта була закрита з 1989 року через конфлікт на острові, корінні жителі (бугенвільці) постраждали як економічно, так і екологічно через створення шахти. Терренс Уеслі-Сміт і Юджин Оган, Гавайський університет і Університет Міннесоти відповідно, заявили, що Бугенвілі «були в дуже невигідному становищі з самого початку, і жодні подальші переговори не змогли виправити ситуацію». Ці корінні жителі зіткнулися з такими проблемами, як втрата землі, яка могла бути використана для ведення сільського господарства в селах Дапера та Мороні, занижена плата за землю, погане житло для переселенців і значне погіршення навколишнього середовища в прилеглих районах.

### Південна Америка

#### Анди
Екстрацитивізм, або процес вилучення людьми природних, сировинних ресурсів із землі для використання у виробництві продукції, може мати згубні екологічні та соціальні наслідки. Дослідження, що аналізують екологічні конфлікти в чотирьох країнах Андського регіону (Колумбія, Еквадор, Перу та Болівія), виявили, що конфлікти, як правило, непропорційно впливають на корінне населення, осіб африканського походження та селянські громади. Ці конфлікти можуть виникати в результаті зміни економічних моделей, політики землекористування та соціальних практик через видобувні індустрії.

#### Чилі
Починаючи з кінця XV століття, коли європейські дослідники почали плавати до Нового Світу, насильство щодо корінного населення та пригнічення його мають тривалі наслідки й донині. Земельний конфлікт мапуче та чилі має коріння у кілька століть. Коли іспанці вирушили завойовувати частину Південної Америки, мапуче були однією з небагатьох корінних груп, які успішно протистояли іспанському пануванню та зберігали свій суверенітет. Рухаючись вперед, відносини між мапуче та чилійською державою знизилися до стану злоби та образи. Чилі здобула незалежність від Іспанії в 1818 році й, бажаючи, щоб мапуче асимілювалися в чилійській державі, почала розробляти шкідливе законодавство, спрямоване проти мапуче. Мапуче заснували свою економіку, як історично, так і зараз, на сільському господарстві. До середини ХІХ століття держава вдалася до прямого захоплення земель мапуче, насильно привласнивши всі, крім 5 % лінійних земель мапуче. Аграрна економіка без землі по суті означала, що мапуче більше не мали засобів виробництва та існування. Хоча деякі землі з того часу були передані мапуче, це все ще частка того, що колись належало мапуче. Крім того, оскільки чилійська держава намагалася відновити свої відносини з громадою мапуче, зв'язок між ними все ще напружений через спадщину вищезгаданої історії.
Сьогодні народ мапуче є найбільшою популяцією корінного населення Чилі: 1,5 мільйона людей становлять понад 90 % корінного населення країни.

#### Еквадор

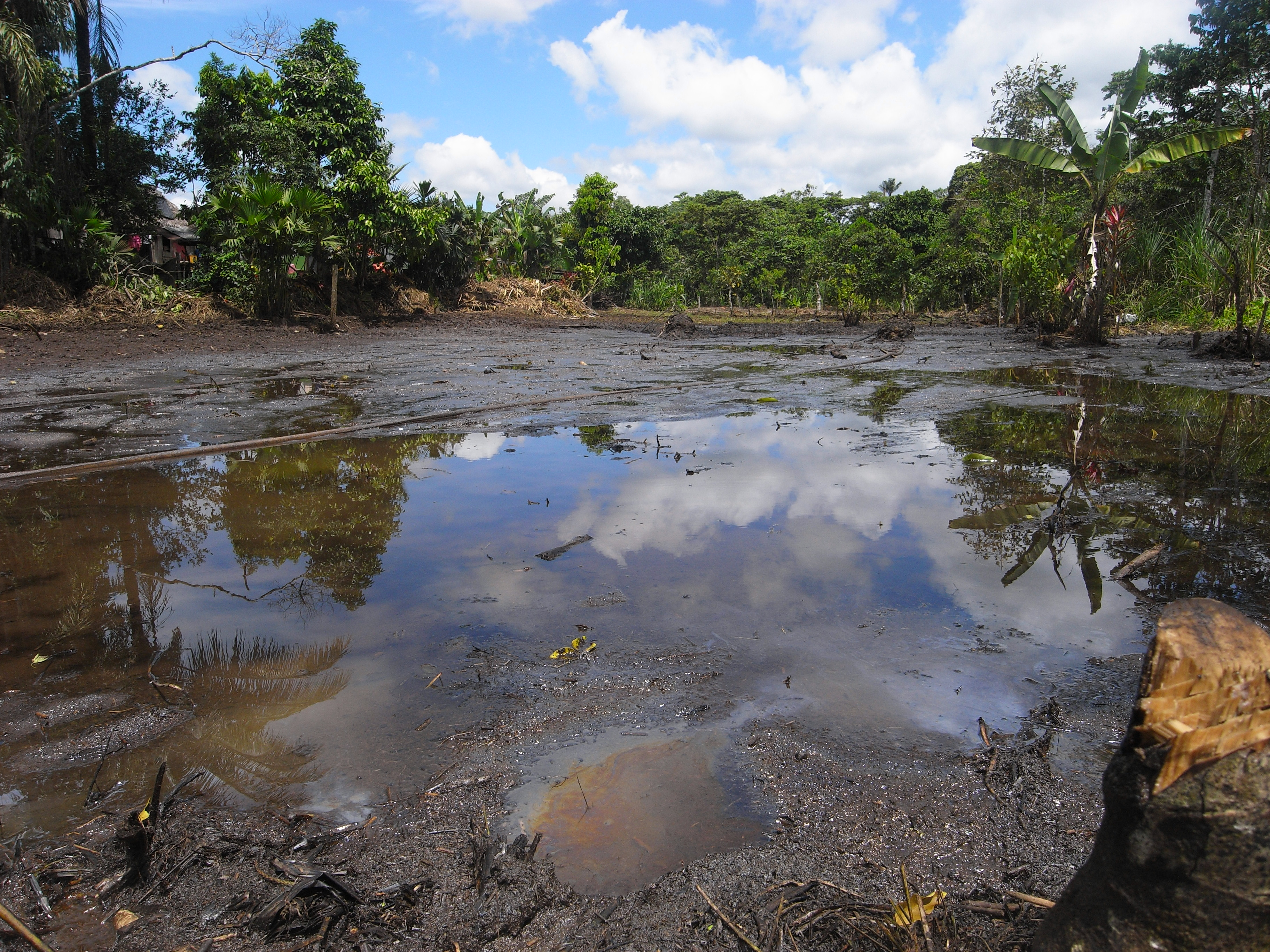
Наслідки розробки нафтового родовища Лаго Агріо

Через відсутність екологічного законодавства країни, що розвиваються, такі як Еквадор, зазнали забруднення навколишнього середовища, що іноді спричиняло проблеми зі здоров'ям, втрату сільського господарства та бідність. У 1993 році 30 000 еквадорців, серед яких були корінні жителі Кофан, Сіона, Уаорані та Кічуа, подали позов проти нафтової компанії Texaco за шкоду, завдану навколишньому середовищу внаслідок видобутку нафти на нафтовому родовищі Лаго Агріо. Передавши контроль над нафтовими родовищами еквадорській нафтовій компанії, Texaco не належним чином утилізувала свої небезпечні відходи, завдавши великої шкоди екосистемі та завдавши шкоди громадам. Крім того, експерти ООН заявили, що афро-еквадорці та інші люди африканського походження в Еквадорі зіткнулися з більшими проблемами, ніж інші групи щодо доступу до чистої води, з мінімальною реакцією з боку держави.

#### Гаїті
На Гаїті існує спадщина расизму, яка впливає на те, як їжа, вирощена селянами в країні, розглядається порівняно з іноземною. Ієрархії за расовим кодуванням пов'язані з їжею, яка відрізняється за походженням — респонденти опитування повідомили, що така їжа, як просо та коренеплоди, асоціюється з негативними конотаціями, тоді як їжа іноземного виробництва, така як кукурудзяні пластівці та спагеті, асоціюється з позитивною. Ця залежність від імпорту над вітчизняними продуктами показує, як расизм пов'язаний з комерційними тенденціями — залежність від імпорту може збільшити витрати, викиди викопного палива та посилити соціальну нерівність, оскільки місцеві фермери втрачають бізнес.